# Норвезький закон (Ізраїль)
«Норвезький» закон (івр. החוק הנורווגי, «Га-Хок-га-Норвегі»; також відомий як «мінінорвезький закон» (івр. החוק הנורווגי הקטן, «Га-Хок-га-Норвегі-га-Катан») — назва поправки до Основного закону: Кнесет, одного з Основних законів Ізраїлю. Ця поправка впливає на призначення міністрів і членів Кнесету. Поправка дозволяє міністрам або заступникам міністрів виходити з Кнесету, але залишатися міністром, а місце в Кнесеті займає наступна особа у списку партії. Якщо особа, яка пішла у відставку, залишить кабінет, вона зможе повернутися до Кнесету замість своєї заміни.

## Історія
Ця поправка отримала назву «норвезький закон» через схожість до системи, яка діє в Норвегії. Спочатку закон обмежував кожну партію однією відставкою та заміною і називався «мінінорвезьким законом». Ця поправка була схвалена Кнесетом 30 липня 2015 року 64 голосами проти 51.
Ізраїльський інститут демократії назвав однією із причин прийняти таку поправку до законодавства відсутність достатнього часу у міністрів та їхніх заступників брати участь у роботі та засіданнях Кнесету.
Розширену версію закону, яка дозволяла всім міністрам піти у відставку та бути заміненими, прийняли 15 червня 2020 року 66 голосами проти 43.
Першим політиком, хто скористався цим законом, став Амір Охана, міністр внутрішньої безпеки, а його наступником у Кнесеті став Аміт Галеві (39-ий номер у списку партії «Лікуд»).

## Виноски
1. 1 2  Gil Hoffman; Jeremy Sharon (30 липня 2015). Knesset passes controversial 'Norwegian Law. The Jerusalem Post. Процитовано 21 червня 2020.
2. ↑  Lahav Harkov (26 січня 2016). New Shas MK Yigal Guetta sworn in. The Jerusalem Post. Процитовано 21 червня 2020.
3. ↑  IDI Supports Enacting the “Norwegian Law”. en.idi.org.il. 19.05.2020. Процитовано 21.03.2022.
4. ↑  Raoul Wootliff (16 червня 2020). Knesset passes ‘Norwegian Law,’ letting parties replace ministers with more MKs. The Times of Israel. Процитовано 21 червня 2020.
5. ↑  In first, Likud minister invokes Norwegian law. www.israelhayom.com. 28.07.2020. Процитовано 21.03.2022.